# برشاوشان مبتور
برشاوشان مبتور (الاسم العلمي:Adiantum excisum) هو نوع من النباتات يتبع جنس البرشاوشان من الفصيلة الديشارية.